# Semiothisa grassata
Semiothisa grassata är en fjärilsart som beskrevs av George Duryea Hulst 1881. Semiothisa grassata ingår i släktet Semiothisa och familjen mätare. Inga underarter finns listade i Catalogue of Life.